# Gisebobrantens naturreservat
Gisebobranten är ett naturreservat i Jönköpings kommun i Småland.
Området är skyddat sedan 2015 och är 19 hektar stort. Det är beläget väster om Kaxholmen och består av lövskog och bergsbrant. I norr gränsar det till Vista kulles naturreservat.

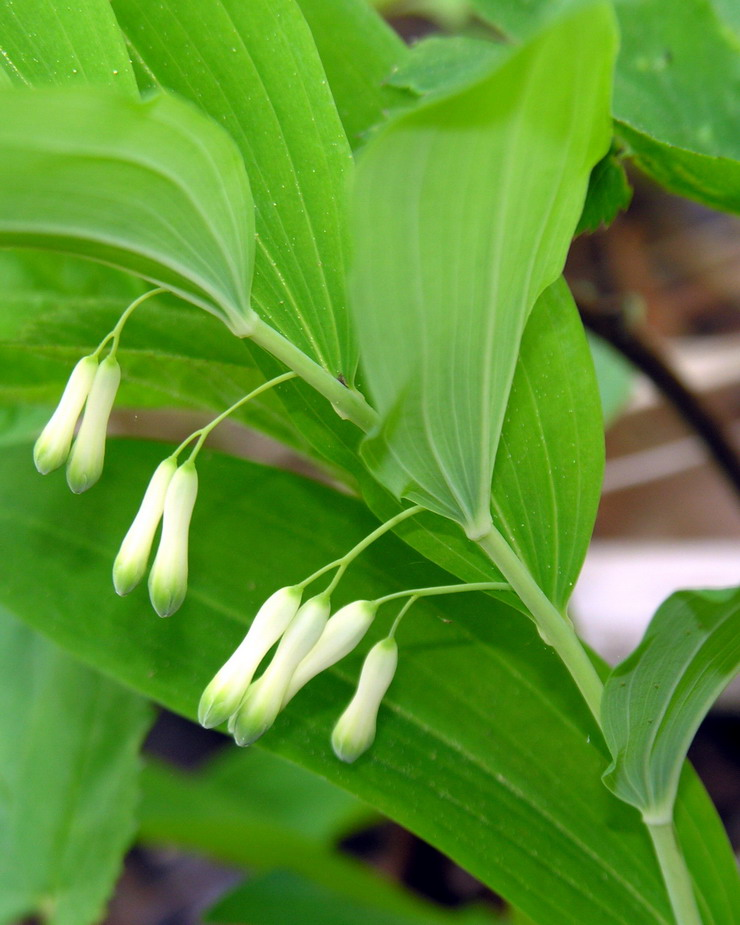
Storrams

Naturreservatet är en västvänd brantmiljö där områdets närhet till Vättern formar växt- och djurlivet. Ek och tall dominerar bland träden på höjderna. Vissa delar av området har en rik flora med arter som skogsbingel, blåsippa, storrams, tandrot, vätteros och tibast.
Området är en del i det som kallas Östra Vätterbranterna.